# دایدالوس (دهانه)
دایدالوس یک دهانه برخوردی در ماه‌ است.

## دهانه‌های اقماری
این دهانه ۹ دهانه اقماری دارد.
| Daedalus | عرض جغرافیایی | طول جغرافیایی | قطر          |
| -------- | ------------- | ------------- | ------------ |
| C        | ۴.۱° S        | ۱۷۸.۹° W      | ۶۸.۰ کیلومتر |
| B        | ۴.۱° S        | ۱۷۹.۸° W      | ۲۳.۰ کیلومتر |
| G        | ۶.۶° S        | ۱۷۷.۴° W      | ۳۳.۰ کیلومتر |
| K        | ۸.۳° S        | ۱۷۸.۵° W      | ۲۴.۰ کیلومتر |
| M        | ۸.۱° S        | ۱۷۹.۵° E      | ۱۳.۰ کیلومتر |
| S        | ۶.۸° S        | ۱۷۲.۹° E      | ۲۰.۰ کیلومتر |
| R        | ۷.۷° S        | ۱۷۵.۲° E      | ۴۱.۰ کیلومتر |
| U        | ۴.۲° S        | ۱۷۴.۹° E      | ۳۰.۰ کیلومتر |
| W        | ۳.۵° S        | ۱۷۷.۵° E      | ۷۰.۰ کیلومتر |